# Une baigneuse
Une baigneuse est un tableau réalisé par le peintre français Antoine-Jean Gros en 1791. De format vertical, cette huile sur toile est un nu féminin qui représente une jeune baigneuse assise les jambes dans l'eau sur le bord d'un ruisseau où poussent des roseaux. Les bras levés, elle tient derrière sa longue chevelure bouclée un voile aussi blanc que sa peau. Léguée en 1842 par Augustine Gros, la veuve de l'artiste, l'œuvre est conservée au musée des Beaux-Arts et d'Archéologie de Besançon, à Besançon, dans le Doubs.
Soudainement dérangée, la jeune femme s'apprête à préserver sa pudeur d'un passant ou d'un observateur qu'elle semble avoir repéré de son regard inquiet. Derrière le tissu dans lequel elle va s'envelopper, et qu'elle pince du bout des doigts, un arc et un carquois suggèrent qu'il s'agit sans doute de Diane ou de l'une des nymphes de la déesse romaine de la chasse, surprise pendant sa toilette, peut-être par Actéon, dans ce qui serait dès lors une peinture mythologique.